# Vlašići (Pag)
Vlašići su naselje u sastavu Grada Paga, u Zadarskoj županiji. Nalazi se jugoistočno od grada Paga i 6 kilometara je udaljen od Dinjiške.

## Povijest
Naselje se spominje kao Varsich još u vrijeme hrvatskih narodnih vladara. 1070. godine kralj Petar Krešimir IV. odredio je da Vlašići, zajedno s ostalim paškim mjestima trebaju pripasti Ninskoj biskupiji.

## Stanovništvo
Prema popisu iz 2011. naselje je imalo 272 stanovnika.
| broj stanovnika | 117   |       | 149   | 130   | 195   | 207   | 207   | 319   | 452   | 503   | 462   | 319   | 274   | 315   | 235   | 272   | 212   |
|                 | 1857. | 1869. | 1880. | 1890. | 1900. | 1910. | 1921. | 1931. | 1948. | 1953. | 1961. | 1971. | 1981. | 1991. | 2001. | 2011. | 2021. |

## Znamenitosti
- crkva svetog Jeronima